# 小行星4397
小行星4397（英語：4397 Jalopez）是一颗围绕太阳公转的小行星。1981年5月9日，菲利克斯·阿圭勒天文台在圣胡安省发现了此天体。
这颗小行星的绝对星等为208.4552004806832等。